# Anders Refn
Anders Refn (født 8. april 1944 i København) er en dansk filmklipper, manuskriptforfatter og filminstruktør. Ligeledes har han instrueret afsnit af flere tv-serier, og blandt andet lavet konceptet til serien TAXA, som er en af dansk tv's største successer. i nyere tid. Han har blandt andet modtaget en Robert for klipningen af Breaking the Waves i 1997.
Han er far til filminstruktøren Nicolas Winding Refn.

## Udvalgt filmografi
- Strømer (1976)
- Slægten (1978)
- The Baron (1980)[kilde mangler]
- Der er et yndigt land (1983)
- De flyvende djævle (1985)
- Een gang strømer... (1987)
- Sort høst (1993)
- Breaking the Waves (1996)
- Seth (1999)
- Antichrist (2009)
- ID:A (2011)
- De forbandede år (2020)
- De forbandede år 2 (2022)